# بادپر

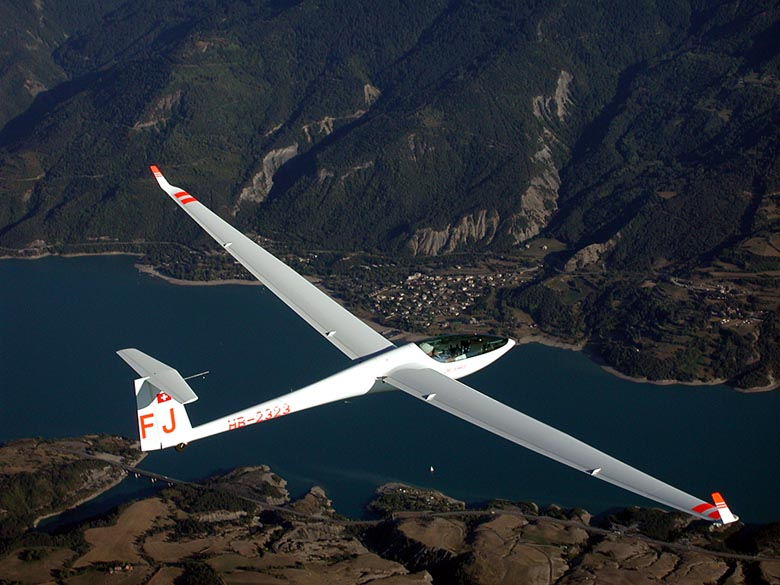
بادپر گلیسر - دیرکس دی‌جی - ۸۰۸، یک بادپر تک سرنشینه از جنس فایبرگلاس در هنگام پرواز بر فراز دریاچه سِر پونسون در آلپ فرانسه.

بادپَر یا گلایدر (به انگلیسی: Glider) یک هواگرد بی‌موتور است که بدون استفاده از انرژی موتور به پرواز در می‌آید. در واقع چون این پرنده نیروی پیشران موتور ندارد؛ باید برای غلبه بر نیروی پسار و حفظ سرعت ثابت یک زاویه سرش منفی را به کار گیرد. به سخنی دیگر از مولفهٔ وزن خود برای غلبه بر اصطکاک کمک می‌گیرد. بال‌های این هواگرد بلندتر و باریک‌تر از هواپیمای معمولی است که نیروی برآری بیشتری هم می‌دهند.بادپر را بیشتر به کمک یک هواپیمای یدک‌کش به پرواز درمی‌آورند. زمانی که هواپیمای بی موتور به اندازهٔ کافی اوج می‌گیرد آن را رها می‌کنند. بادپر با به‌کارگیری نیروی باد، در هوا می‌ماند و آرام آرام از ارتفاع آن کاسته می‌شود. اگر سرعت باد با سرعت یا ارتفاع بادپر یکسان باشد، بادپر در ارتفاع ثابتی قرار خواهد گرفت و هنگامی سرعت بیشتر می‌شود، ارتفاعش افزایش می‌یابد. ابزار فرود آمدنشان دربردارندهٔ یک چرخ است که زیر کابین خلبان جای گرفته‌است و در پشت دُم آن هم چرخ کوچک دیگری جای دارد، که از آسیب دیدن دم در هنگامی که روی زمین است، جلوگیری کند.

## تاریخچه
در سال ۱۸۵۳ نخستین بادپر با یک سرنشین به پرواز درآمد و تنها توانست درازای یک دره را پرواز کند. بادپرهای امروزی می‌توانند بسیار بیش‌تر از این مسافت پرواز کنند. در سال ۱۹۸۶ یک هواپیمای بی‌موتور توانست بر فراز کالیفرنیا تا ارتفاع ۱۱۵۰۰ متری از سطح زمین اوج بگیرد.

## چگونگی پرواز
در هواپیماهای بی موتور برای پیش رانش نیروی گرانش زمین را به کار می‌گیرند. بادپر گونه‌ای رایج هواپیمای بی موتور است. هواپیمای بی موتور را باید پیش از آغاز پرواز با ابزاری جدا از آن به بلندایی (ارتفاعی) مناسب رساند و پس از آن هواپیما می‌تواند با به‌کارگیری از نیروی گرانش و جریان‌های هوایی پرواز کند.